# سفارة بوتسوانا في السويد
سفارة بوتسوانا في السويد هي أرفع تمثيل دبلوماسي لدولة بوتسوانا لدى السويد. تقع السفارة في ستوكهولم وهي تهدف لتعزيز المصالح البوتسوانية في السويد.

## وصلات خارجية
- الموقع الرسمي
- قائمة سفارات بوتسوانا
- قائمة السفارات في السويد